# 塩化シアン
塩化シアン（えんかシアン）またはシアン化塩素（シアンかえんそ、cyanogen chloride）は、化学式がNCClで表される無機化合物である。化学兵器として用いられる血液剤の一種である。

## 基本特性
塩化シアンは、Cl−C≡Nで表される構造を持つ分子である。関連するハロゲン化シアン (NCF、 NCBr、NCI)と同様の直線形分子構造である。塩化シアンはシアン化ナトリウムを塩素で酸化することによって生成され、この反応は中間体シアン( (CN)2) を介して進行する。
{\displaystyle {\ce {NaCN + Cl2 -> ClCN + NaCl}}}
この化合物は酸の存在下で三量体化し、複素環を持つ塩化シアヌルとなる。
塩化シアンは中性pHの水によってゆっくりと加水分解され、シアン酸イオンと塩化物イオンが放出される。
{\displaystyle {\ce {ClCN + H2O -> NCO- + Cl- + 2H+}}}

## 毒性
塩化シアンは強い毒性を持ち、目や呼吸器粘膜に接触すると直ちに人体に影響を及ぼす。その毒性はシアン化水素と同等であるが、塩素の働きによって皮膚や粘膜への刺激がある。
暴露による症状には、眠気、鼻漏（鼻水）、喉の痛み、咳、錯乱、嘔吐、浮腫、意識喪失、けいれん、麻痺、死亡などが含まれる。
致死量は、
- LCt50：11,000mg・min/m3
- ICt50：7,000mg・min/m3